# Burgenstein-Klasse
Die als Burgenstein-Klasse bezeichnete Schiffsklasse ist eine Baureihe von fünf Frachtschiffen des Norddeutschen Lloyd (NDL).

## Geschichte

### Bau
Nach der weitgehenden Lockerung der Schiffbaubeschränkungen des Potsdamer Abkommens baute der Norddeutsche Lloyd ab 1950 seine Frachtschiffsflotte erneut auf. Angefangen mit Baureihen wie der Rheinstein-Klasse und Zukäufen wuchs die NDL-Flotte kontinuierlich. Ab 1957 bestellte der Norddeutsche Lloyd die zwei neuentwickelten Schiffstypen der Burgenstein-Klasse für seinen Fernost-Dienst beim Bremer Vulkan in Vegesack und den Howaldtswerken in Hamburg. Am 15. Oktober 1958 konnte die Reederei das Typschiff Burgenstein von der Werft übernehmen. Am 20. November 1960 wurde das letzte Schiff des Quintetts, die Riederstein, abgeliefert. Die Howaldtswerke-Bauten Regenstein und Riederstein waren etwas größer als die drei Vulkan-Bauten und besaßen ein etwas umfangreicheres Ladegeschirr und ein weiter vorne angeordnetes Deckshaus.

### Einsatz beim NDL

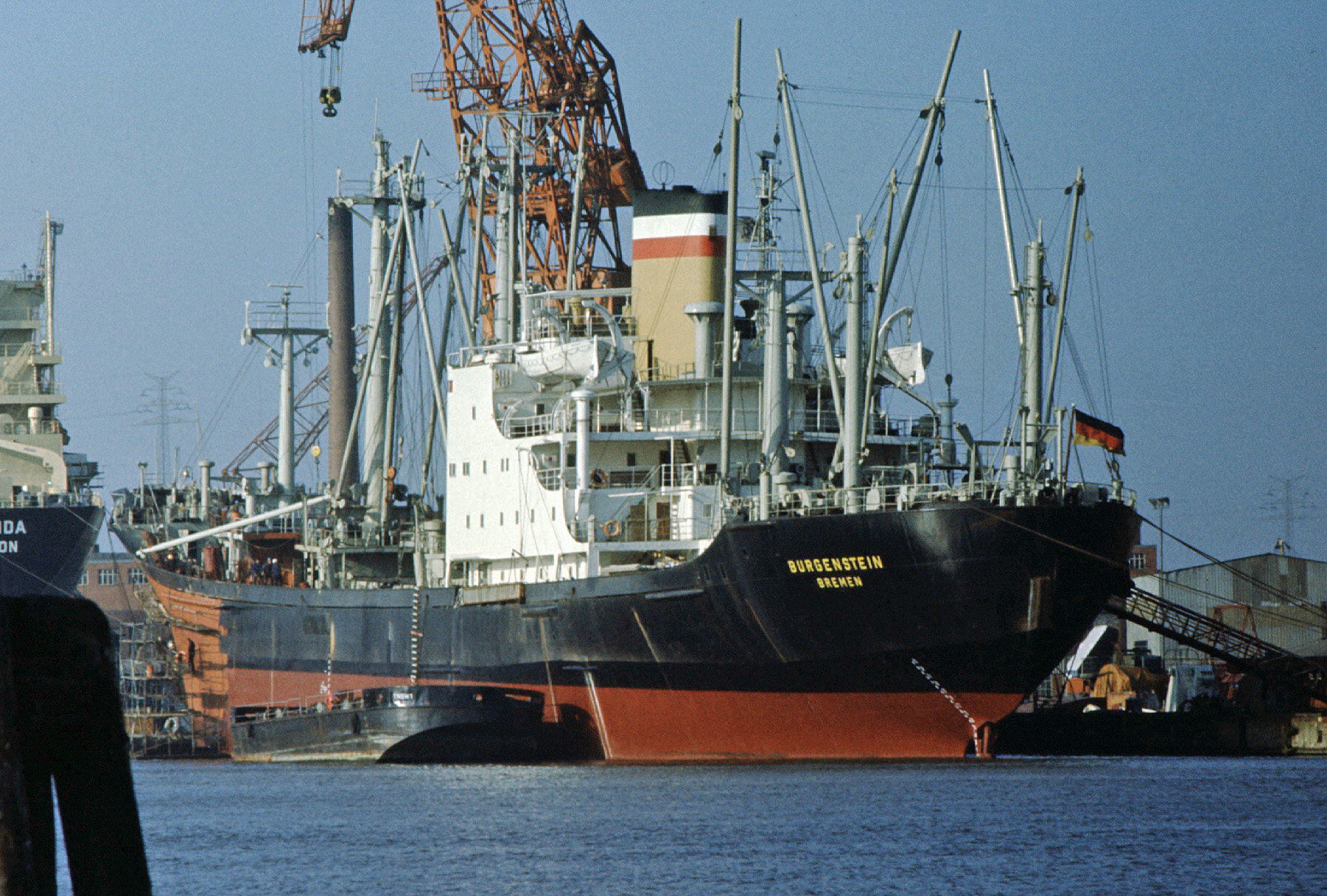
Burgenstein in Hapag-Lloyd-Farben 1977 in Emden

Die Schiffe wurden von Europa auf den Fernrouten nach Ostasien, Australien, Neuseeland usw. und zurück eingesetzt. In der Hauptsache bestand die Ladung aus Stückgütern aller Art, auch wurden einzelne Schwergutladungen übernommen und nennenswerte Zahlen an Passagieren befördert. Die Schiffe gingen bei der Fusion des NDL mit der HAPAG in das gemeinsame Eigentum der neuen Hapag-Lloyd über.
Auf dem Typschiff Burgenstein brach am 10. Januar 1977 in Bremerhaven ein Brand in der Ladung aus, bei dem vier Seeleute zu Tode kamen.

### Spätere Karriere

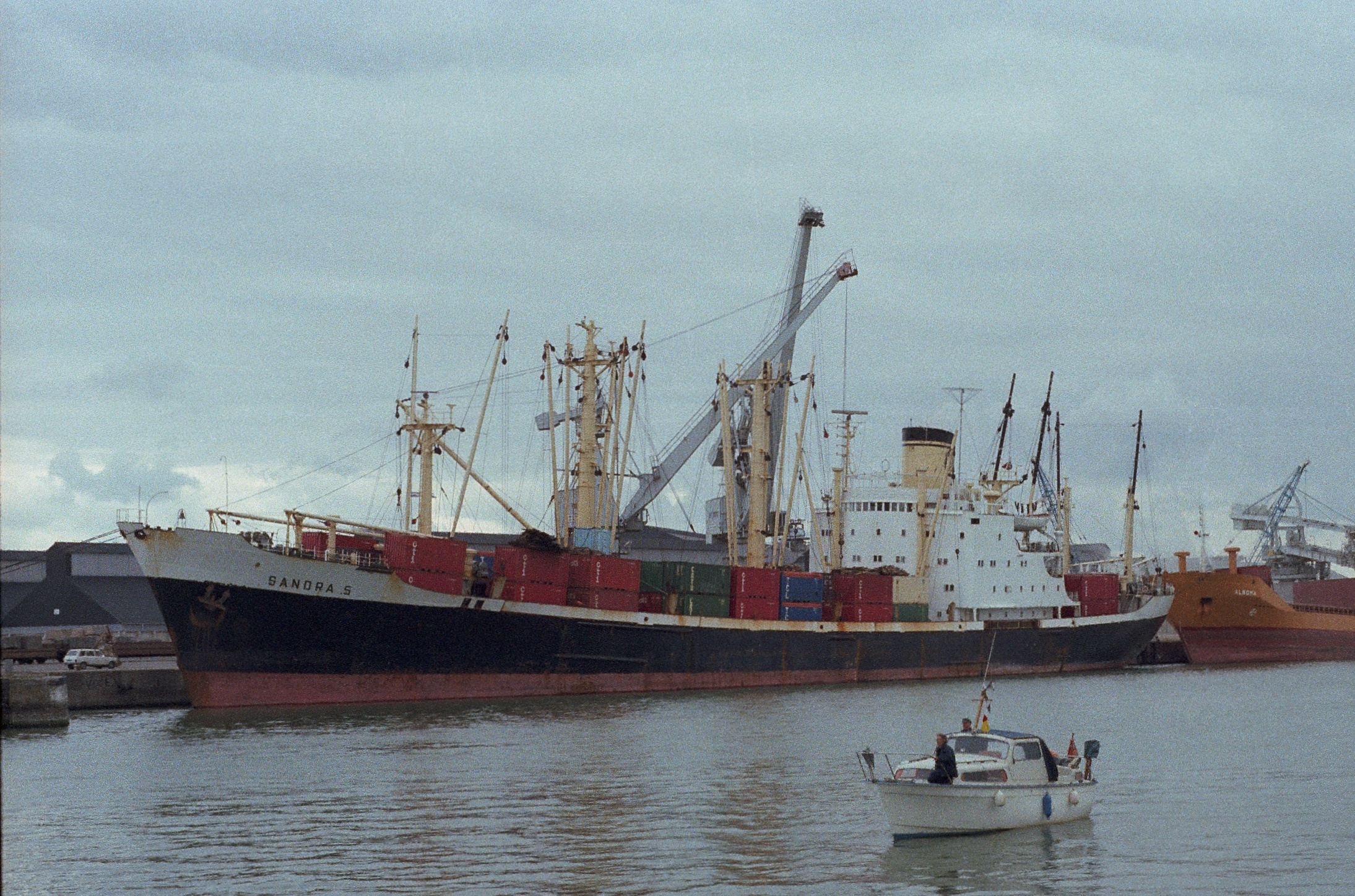
Die Buntenstein 1981 als Sandra S im Hafen von Saint-Malo

1974 brachte Hapag-Lloyd die drei kleineren, auf der Vulkan-Wert gebauten Schiffe unter Panamaflagge. Die beiden größeren Schiffe wurden 1976 nach Singapur veräußert. Die Buntenstein wurde 1980 als Sandra S. von der Mediterranean Shipping Company übernommen, die beiden verbliebenen Schiffe gingen im folgenden Jahr als Saudi Palm und Saudi Rose an Reedereien aus Dschidda. Die Schiffe blieben ohne weitere Verkäufe bei ihren Zweiteignern und unter ihren neuen Namen bis 1983/84 in Fahrt und wurden dann abgebrochen.

## Die Schiffe
| Bauname     | Bauwerft / Baunummer | Stapellauf Ablieferung               | Vermessung | Antrieb                | Verbleib                                    |
| Burgenstein | Bremer Vulkan 880    | 12. August 1958 15. Oktober 1958     | 8495 BRT   | MAN 8 Zyl. Dieselmotor | Ab 1. Juni 1984 Abbruch in Lianyungang      |
| Buchenstein | Bremer Vulkan 881    | 30. September 1958 22. Dezember 1958 | 8519 BRT   | MAN 8 Zyl. Dieselmotor | Ab Dezember 1983 Abbruch in Indien          |
| Buntenstein | Bremer Vulkan 882    | 16. November 1959 30. Dezember 1959  | 8520 BRT   | MAN 8 Zyl. Dieselmotor | Ab 11. September 1984 Abbruch in Chittagong |
| Regenstein  | Howaldtswerke 953    | 25. Juni 1960 19. Oktober 1960       | 10.091 BRT | MAN 9 Zyl. Dieselmotor | Ab 1. Mai 1984 Abbruch in Xingang           |
| Riederstein | Howaldtswerke 954    | 20. August 1960 20. November 1960    | 10.092 BRT | MAN 9 Zyl. Dieselmotor | Ab 15. Juni 1984 Abbruch in Quinhuangdao    |